# Zisterzienserinnenabtei Fabas
Die Zisterzienserinnenabtei Fabas (auch: Favas und Favars) war vom 12. Jahrhundert bis 1791 ein Kloster der Zisterzienserinnen in Fabas, Département Haute-Garonne, Region Okzitanien, in Frankreich.

## Geschichte
Die Herren von Benque in der Provinz Comminges stifteten vor 1150 im Tal des Flusses Touch bei Fabas, 40 Kilometer südwestlich von Toulouse, das Nonnenkloster Lumière-Dieu (auch: Lum-Dieu = Gotteslicht). Nonnen aus Fabas gründeten 1147 die Zisterzienserinnenabtei Tulebras in Spanien, das erste zisterziensische Frauenkloster außerhalb Frankreichs. In Frankreich gründeten sie 1165 die Abtei Goujon (auch: Goion) in Auradé, Département Gers, 1167 die Abtei Oraison-Dieu in Saint-Hilaire, Département Haute-Garonne, später Muret und 1353 die Abtei Salenques in Les Bordes-sur-Arize, Département Ariège. Im 17. Jahrhundert besiedelten sie ferner die Abtei Saint-Sigismond in Orthez. 1791 wurde die Abtei von der Französischen Revolution aufgelöst.
Die mystische Schäferin Anglèse de Sagazan (* ca. 1503; † 1588), der 1515 am Gnadenort Notre-Dame-de-Garaison (bei Monléon-Magnoac, Département Hautes-Pyrénées) die Muttergottes erschienen war, trat 1543 in das Kloster Fabas ein und lebte dort bis zu ihrem Tod.